# Inma Arias
Inmaculada Arias Ergueta (Sestao, Vizcaya, 15 de marzo de 1961) es una periodista y política española. Actualmente es concejala del Ayuntamiento de Sestao y líder y portavoz del Grupo Municipal Podemos-IU-Equo en el Ayuntamiento de Sestao.

## Biografía
Nació en Sestao. Estudió la educación secundaria en el instituto IES Ángela Figuera BHI de Sestao. Estudió la licenciatura en ciencias de la información en la Universidad del País Vasco.
Ha trabajado como periodista en medios y prensa, como en el periódico El Correo. Participó en la creación y edición del periódico local "Begira" y en la cadena de radio libre "Karibe Irratia", durante las décadas de los ochenta y noventa.

## Trayectoria política
Parte del partido Podemos desde sus inicios alrededor del año 2014, colaboró en su creación inicial en el municipio de Sestao. Colaboró en la creación inicial de Podemos Sestao, contribuyendo a crear la agrupación de electores Bai Ahal Da-Sí Se Puede (Sestao), junto con otras personas como Richar Vaquero o Soraya Pereira.

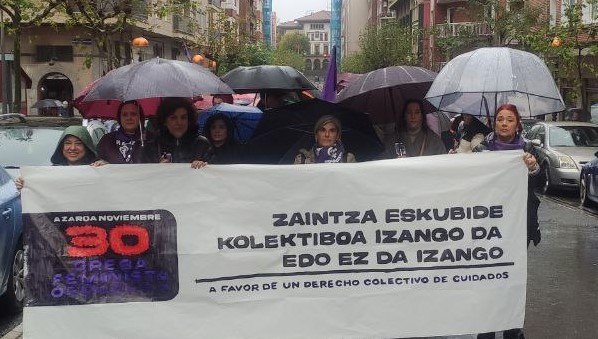
Huelga Feminista General del 30 de Noviembre en Sestao (en la foto, Soraya Pereira, Inma Arias, Montserrat Roca y Ángela Sevilla).

En las elecciones municipales de España de 2015, fue candidata a concejala por la agrupación de electores Bai Ahal Da-Sí Se Puede (Sestao), BAD-SSP, candidaturas impulsadas por Podemos, como segunda de la lista, con Soraya Pereira como candidata a alcaldesa. Salió electa concejala del ayuntamiento de Sestao. En las elecciones a las Juntas Generales del País Vasco de 2015 Arias fue candidata a juntera de las Juntas Generales de Vizcaya por la circunscripción de Las Encartaciones, por la candidatura de Podemos. Aunque no salió electa.

En las elecciones municipales de España de 2019, repitió como candidata a concejala del ayuntamiento de Sestao por la coalición Elkarrekin Podemos Sestao (Podemos-IU-Equo), como segunda de la lista, con Soraya Pereira como candidata a alcaldesa. Volvió a salir electa como concejala.

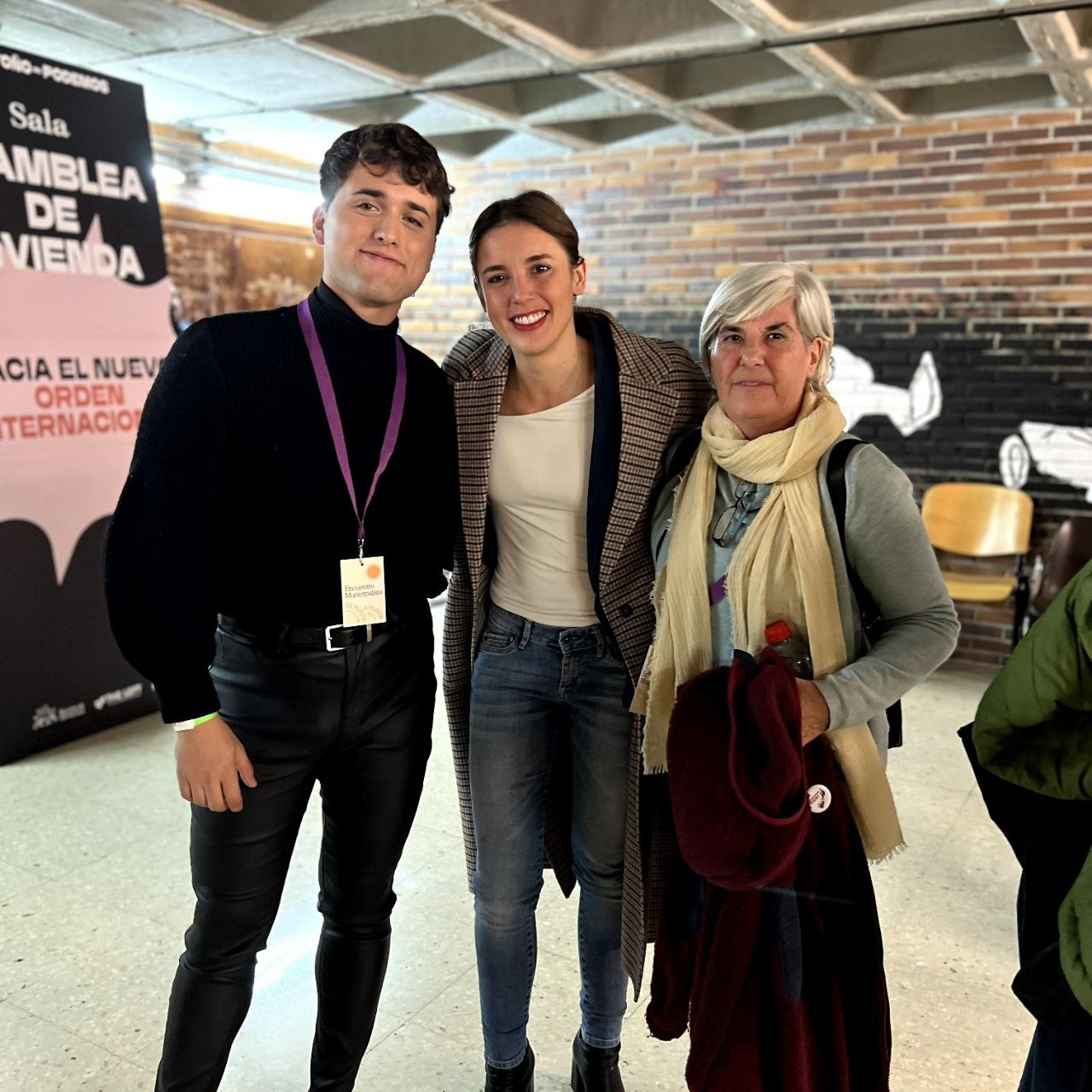
Iker Mojón, Irene Montero e Inma Arias

En el año 2020 se convirtió en la líder y portavoz del Grupo Municipal Podemos-IU-Equo en el Ayuntamiento de Sestao, sucediendo a Soraya Pereira.
En las elecciones municipales de España de 2023, Arias fue la cabeza de lista y candidata a alcaldesa de Sestao, por la coalición Elkarrekin Sestao (Podemos, IU, Equo y Alianza Verde). Salió electa concejala y repitió al frente del Grupo Municipal, como líder y portavoz.
También suele colaborar en las tertulias políticas de TeleBilbao (TB).

## Vida personal
Vive en Sestao. Es hermana de Pedro Luis Arias, catedrático de universidad, exviceconsejero del Gobierno Vasco y exportavoz de la coordinadora Gesto por la Paz.